# Bicytopénie
La bicytopénie est la réduction du nombre de globules rouges associée à une baisse du nombre de globules blancs ou de plaquettes.
Les conséquences sont variables selon l'importance de la diminution du nombre de globules.